# Мостейруш
Мосте́йруш (порт. Ilhéu dos Mosteiros) — маленький острів у складі Сан-Томе і Принсіпі. Адміністративно належить до округу Паге.
Острів розташований за 880 м від північно-східного берега острова Принсіпі. Має видовжену із заходу на схід форму. Скелястий, незаселений, вкритий лісами. Довжина становить 200 м, ширина — до 95 м.
Назва перекладається з португальської як Монастирський острів, що вказує на колишню наявність на ньому монастиря.